# Waqrapukara

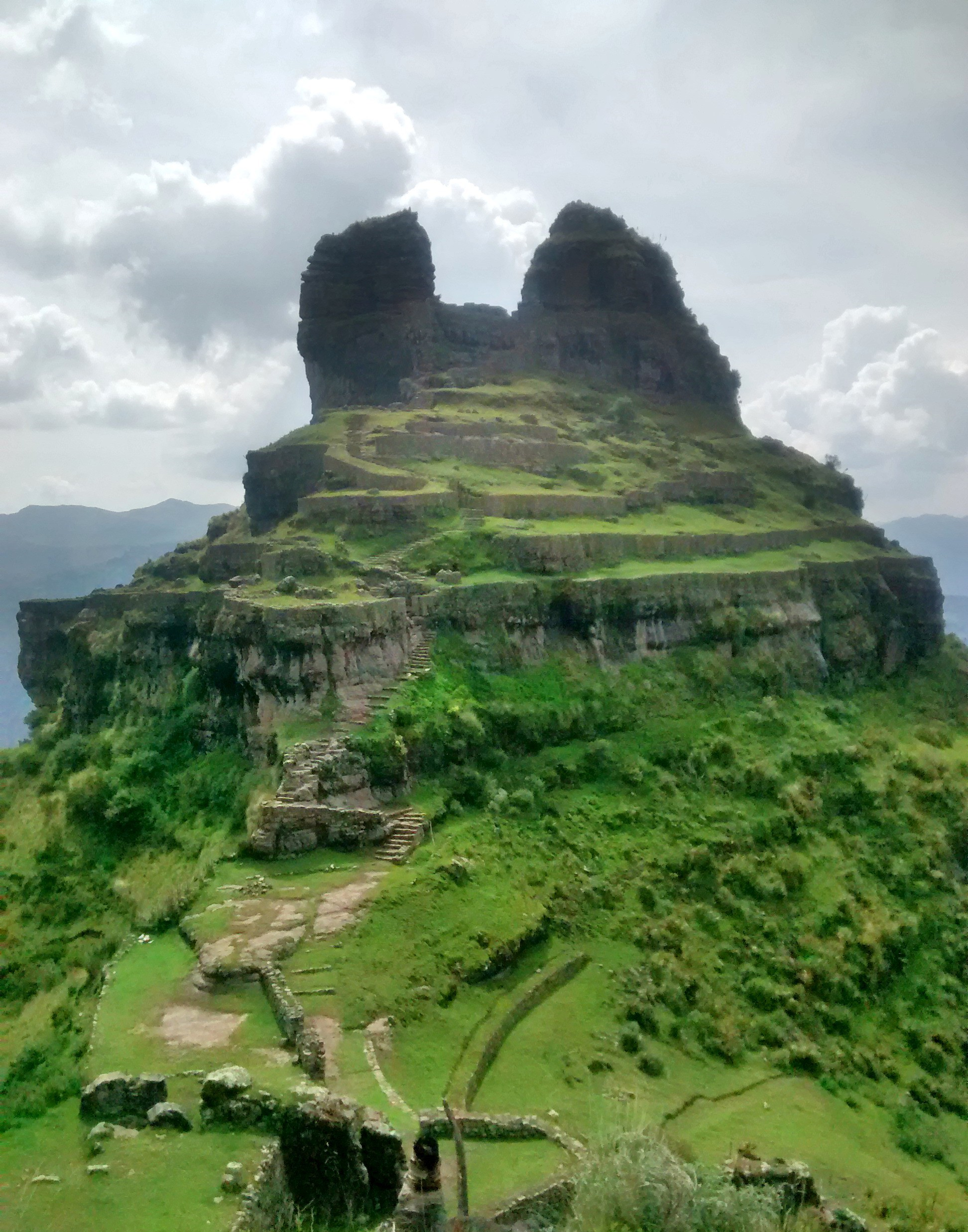
Die Inka-Stätte Waqrapukara

Waqrapukara oder Waqra Pukara, ein Name der sich aus den Quechuaworten waqra für „Horn“ und pukara für „Festung“ ableitet, ist eine archäologische Inka-Stätte in Peru in der Region Cusco in der Provinz Acomayo an der Distriktgrenze von Acos und Pomacanchi. Sie liegt in der Nähe des Río Apurímac und thront in 4.140 Metern Höhe in den Anden. 
Die Stätte kann in einer Tagestour von der Gemeinde Pomacanchi aus erwandert werden. Die Gegend ist auch Heimat des Andenkondors. Am 17. Juli 2017 erklärte das Kulturministerium von Peru per Resolución Viceministerial N° 128-2017-VMPCIC-MC die Festung zum "Kulturellen Erbe der Nation".

## Geschichte und Legenden
Der Ort fungierte als Residenz des Inka-Qanchi-Adels mit astronomischen Observatorien und diente gleichzeitig als religiöses Zentrum, welches mit Wachtürmen und unterirdischen Wegen geschützt war.
Laut einer Publikation von Aurelio Luna Villena mit dem Titel Anecdotario de Pomacanchi erhielt der legendäre General T'ito Qosñipa der Armee des Inka Wayna Qhapaq hohe Auszeichnungen als General der Eroberungsarmeen des Reiches von Tawantinsuyo. In seinen Ferien kehrte der General zu seinem Qanchi-Stamm zurück. Angeregt durch die Pracht des kaiserlichen Hofes und mit dem unerreichbaren Ziel, den Inka-Thron besteigen zu können, da er Plebejer war, schmiedete er den Plan, den Herrscher des Inka-Reiches zu stürzen. 
Dies war der Grund, warum er heimlich die Festung Waqrapukara errichten ließ, damit er im Falle des Scheiterns seines Abenteuers einen Zufluchtsort hatte und jedem Angriff der kaiserlichen Armee widerstehen könnte. T'ito Qosñipa rief die Inka der Qanchis an, organisierte eine Armee und zog mit dieser in Richtung Cusco. Die Herrscher des Reiches der Tawantinsuyo waren aber bereits über das Vorhaben des Generals informiert. Sie schickten ihm unter dem Befehl von General Anqoayllo einen Teil der Armee entgegen. Beide Armeen trafen an den Hängen des Hügels Phiñaypampa nahe Corma im Distrikt Acomayo zusammen. In einer blutigen Schlacht wurde schließlich das Heer von T'itto Qosñipa besiegt. 
Nach der Schlacht kehrten T'itto Qosñipa mit seiner Gefolgschaft nach Waqrapukara zurück, doch hatte General Anqoayllo die Verfolgung aufgenommen. Er belagerte die Festung und versuchte sie zu stürmen. Beim Aufstieg durch die Tore starben viele der Angreifer, indem diese von den Verteidigern Richtung Schlucht in den Abgrund gestürzt wurden. Nach fünfzehn Tagen Widerstand gegen die kaiserliche Inka-Armee entdeckten diese den Wasserkanal der die Festung mit Wasser versorgte. So schnitten sie diesen Wasserfluss nach Waqrapukara ab, was zur Kapitulation gegenüber General Anqoayllos führte. T'ito Qosñipa wurde mit hundert seiner Qanchis-Soldaten gefangen genommen, doch Wayna Qhapaq erkannte den unerschrockenen Mut des jungen Kriegers T'ito Qosñipa und wollte ihn für seine Eroberungszüge nutzen. So verschonte er dessen Leben und ließ ihn mit einer Inka-Prinzessin (Ñusta) verheiraten. Auch die Soldaten wurden freigelassen, mussten aber ihre Loyalität zum Inkareich schwören. Außerdem wurde ihnen die Ohren abgeschnitten, was ihnen den Namen Mot'oqanchis einbrachte. Später kämpfte T'ito Qosñipa für Wayna Qhapaq gegen die tapferen Kañaris. T'ito Qosñipa brachte einige der Besiegten zu seinem Stamm, den Qanchis, so dass man auch heute noch den Familiennamen Cañari in Pomacanchi findet. Auch der Nachname Mot'oqanchis ist heute in der Gegend gängig.